# Zooniverse
Zooniverse è un portale web di citizen science, nato dal progetto Galaxy Zoo. Ospita numerosi progetti che permettono agli utenti di partecipare a ricerche scientifiche, dalla classificazione di galassie alla raccolta di dati climatici, fino alla lettura di papiri antichi. A differenza di molti progetti di citizen science come il famoso SETI@home, che utilizzano la potenza di calcolo inutilizzata dei computer per analizzare dati, i progetti Zooniverse richiedono la partecipazione attiva di volontari umani per completare dei compiti. Il 26 maggio 2012 la community era composta da 646.388 volontari.

## Progetti
Attualmente sono attivi alcuni progetti:
| Progetto              | Descrizione |
| --------------------- | --- |
| Galaxy Zoo Hubble     | è l'ultima incarnazione del progetto Galaxy Zoo. Riguarda la classificazione di centinaia di migliaia di galassie, provenienti dall'archivio NASA del telescopio spaziale Hubble. Il progetto include anche le galassie con ammassi blu che possono rappresentare un passaggio nella maturazione delle galassie. |
| Moon Zoo              | Immagini ad alta risoluzione della superficie della Luna, fornite dal Lunar Reconnaissance Orbiter, vengono utilizzate dai volontari per catalogare l'età dei crateri, mappando le variazioni delle rocce lunari.                                                                                                |
| Old Weather Fase Tre  | Gli utenti utilizzano una speciale interfaccia per digitalizzare dati meteorologici raccolti sui diari di bordo di navi della Royal Navy durante la prima guerra mondiale. Le informazioni raccolte saranno utilizzate per migliorare i modelli climatici.                                                       |
| Solar Stormwatch      | Il progetto utilizza i dati, inclusi i video, provenienti dalle due sonde gemelle STEREO per monitorare la formazione e l'evoluzione delle espulsioni di massa coronale. |
| Planet Hunters        | Si occupa dell'identificazione di pianeti extrasolari attraverso l'analisi delle curve di luce delle stelle, registrate dal telescopio spaziale Kepler. |
| The Milky Way Project | Si occupa dell'identificazione di bolle nel mezzo interstellare che indicano regioni dove stanno avvenendo le prime fasi di formazione di una stella. Il progetto utilizza immagini all'infrarosso provenienti dal telescopio spaziale Spitzer.                                                                  |
| SETILive              | SETILive è un progetto che fa ricorso a operatori umani per tentare di individuare segnali di vita intelligente extraterrestre che potrebbero non essere riconosciuti da algoritmi informatici. |
| Ancient Lives         | Si occupa della trascrizione dei papiri di Ossirinco, risalenti a oltre 1000 anni fa. I papiri appartengono alla Egypt Exploration Society, il copyright delle immagini all'Imaging Papyri Project dell'Università di Oxford. Il download e la pubblicazione delle immagini sono proibiti.                       |
| Cyclone Center        | Classificare i cicloni tropicali utilizzando una versione modificata della tecnica Dvorak. Ai volontari sono presente una serie di immagini provenienti da sensori a infrarossi sui satelliti meteorologici e vengono fatte una serie di domande per identificare il tipo e la forza della tempesta.             |
| Seafloor Explorer     | I volontari sono invitati a identificare le specie e la copertura del suolo nelle immagini del fondo marino per creare una libreria di habitat del fondo marino. |
| Bat Detective         | Monitoraggio dello stato delle popolazioni di pipistrelli classificando i suoni che emettono per l'ecolocalizzazione. |
| Whale FM              | Consiste nel classificare i suoni prodotti dalla orche e seguire i viaggi di singoli animali in giro per gli oceani |
| Cell Slider           | Attraverso l'utilizzo di immagini del Cancer Research UK i volontari possono aiutare a classificare campioni di cancro in archivio. |
| Andromeda Project     | Utilizzando le immagini del telescopio Hubble i volontari possono aiutare a trovare ammassi di stelle nella galassia di Andromeda e le galassie lontane nascoste nelle immagini. |
| Snapshot Serengeti    | Consiste nel classificare animali al parco nazionale del Serengeti in Tanzania, con immagini raccolte da 225 trappole fotografiche. Lo scopo è studiare come le specie sono distribuite nel territorio e come interagiscono tra loro.                                                                            |

## Progetti chiusi
I progetti attualmente conclusi sono:
| Progetto                   | Descrizione |
| -------------------------- | --- |
| Galaxy Zoo Mergers         | Attraverso le immagini di fusioni galattiche del progetto Galaxy Zoo si poneva di studiare le interazioni tra galassie. |
| Galaxy Zoo Supernovae      | Utilizzava il Palomar Transient Factory per cercare supernove scansionando immagini di archivio. |
| Ice Hunters                | Si occupava dell'identificazione di oggetti nella fascia di Kuiper per trovare potenziali target futuri per le esplorazioni della sonda spaziale New Horizons. Inoltre identifica stelle variabili e asteroidi. Il progetto si avvale della revisione umana attraverso le immagini ottenute per sottrazione, provenienti da vari telescopi. |
| Old Weather Fase Uno e Due | Dall'Ottobre 2010 al Giugno 2012, 16'400 volontari hanno trascritto 1'090'745 di pagine di diari di bordo della Royal Navy scritti durante la prima guerra mondiale, Il progetto ha generato 1,6 milioni di osservazioni meteorologiche che verranno utilizzate per migliorare il modello climatico.                                        |